# Sinc Digital
Sinc Digital é uma agência de publicidade digital brasileira fundada por Alon Sochaczewski e Roberta Raduan. Com 13 anos de experiência, é especializada em ações para o meio digital, como redes sociais, display media, search media, mobile e tecnologia.

## História
A história da Sinc começou em 1996, sob o nome de WBD, Web Bureau Design, uma das primeiras produtoras digitais no Brasil. Em 1999, a WBD foi convidada a associar-se ao grupo Euro RSCG, tornando-se parte da Euro RSCG Interaction, uma rede de agências interativas internacional. Com o nome de Euro 4D, em 2003, a agência recebeu o primeiro Leão na categoria Mobile da história de Cannes.
Quatro anos depois, nasce a Sinc, uma agência digital totalmente brasileira. Em outubro de 2009, Alon e Roberta fundam a OON, a primeira network brasileira com empresas especialistas em comunicação digital.

## Executivos
Alon Sochaczewski:
Amigos de adolescência, a história da parceria entre Alon e Roberta Raduan começou em 1996. Naquele ano surgiu a WBD, uma produtora web. Em 1999, a WBD se associou ao grupo Euro RSCG, permanecendo por oito anos em conjunto com a multinacional. Em sua trajetória, Alon atendeu marcas, como Philips, Intel, Nokia, Embratel, TIM, Votorantim, FEMSA, Peugeot, Citroën e AmBev. Com a agência, conquistou 9 Leões em Cannes, LIAA, One Show, New York Festival e CCSP. Também foi jurado dos principais festivais nacionais e internacionais, incluindo Cannes, e integrou o board criativo do Grupo Havas (holding detentora da Euro RSCG). Em março de 2007, comprou de volta sua parte na sociedade com o grupo Euro RSCG e fundou a Sinc.

Roberta Raduan:
Roberta é formada em Hotelaria e tem mestrado em Administração de Empresas. Depois de passar pelo mercado de turismo e pela consultoria da Coopers & Lybrand, resolveu investir em um mercado que crescia: a internet. Aos 24 anos, fundou a WBD, uma pequena agência digital, com seu amigo Alon Sochaczewski. Nos anos seguintes, planejou a comunicação digital integrada para clientes como Intel, Embratel, TIM, AmBev, FEMSA, Yahoo, Microsoft, Ticket, Sodexho Pass, Nokia e Philips. Roberta ainda participou do board mundial de Business Development do Grupo Euro RSCG 4D e palestrou em seminários nacionais e internacionais como Ad:Tech Miami e Ad:Tech Amsterdã.

## Cases
- Não entre em pânico: Intel – Em 2000, a agência colocou no ar a primeira promoção da internet criada para a Intel. “Não entre em pânico... a Intel tem todas as soluções em e-business”. Essa era a assinatura da ação, que levou hotsite e banners a grandes portais, como Gazeta Mercantil, Folha de S. Paulo, Exame, Info Exame, entre outros.
- Dado Spitzer: Bavaria Premium – Foi também a primeira a unir uma marca ao Messenger na proposta de um "instant messenger”. Foi criado para a Bavaria Premium um sistema de busca personalizado chamado de Dado Spitzer. Ele trazia informações sobre futebol, sobre a Copa do Mundo, cerveja, bares e restaurantes, além de outras curiosidades por meio do MSN Messenger. A mecânica era simples: a pessoa inscrevia seu email de MSN no site da Bavaria Premium e adicionava o novo “amigo”, que com a inteligência artificial lhe trazia uma série de informações de maneira informal e bem humorada.
- Bic Parade: BIC – Para acompanhar o universo digital dos jovens, os rodutos da BIC também se tornaram digitais. Em conjunto foi feito um "Risque e rabisque" infinito para milhares de recados e desenhos virtuais.
- Foto a Foto: Olympus – Uma ação de branding inspirado no jogo Cara a Cara. Foi recriada a mecânica no Twitter, que se transformou no Foto-a-Foto – um game em tempo real. Ao todo, 22 personalidades do Twitter foram selecionadas e convidadas a participar através de comunicação direta, ganhando suas versões caricatas. Durante 22 dias, o @fotoafoto soltava pistas sobre o perfil escolhido, enquanto os followers tentavam acertar qual era.
- Feirão Caixa 2009: Caixa – Foi desenvolvido o Portal do Feirão, que trouxe toda a base de imóveis para consulta via web, com fotos, descrições e a oportunidade de simular o financiamento da casa própria.
- LG: Em 2010, a Sinc criou o primeiro game inspirado em ARG (alternate reality game) da LG no mundo para lançar as novas TVs 3D. Batizada de Plano D, a ação envolveu 30 blogueiros e centenas de twitteiros em torno de uma caçada a um personagem fictício pela internet. No final de três dias, depois de muitas provas, o objetivo do jogo foi revelado e o vencedor levou a TV.

## Clientes
No portfólio da Sinc estão importantes marcas, como LG, Olympus, Sabesp, Caixa, Brasif, HB – Hot Buttered, Duty Free, Dufry, Meio & Mensagem, Deca, Google, Fnac, Abril, Air France, Tim, Bavaria, CNN, Cartoon Network, Embratel, Fox News, IBM, Intel, Kaiser, Microsoft, Philips, Prefeitura de São Paulo, Senac, Telefonica, Unibanco e BIC, entre outras.

## Prêmios e indicações
Cannes Festival

Prata – Intel Centrino Drag – Intel

Bronze – Tony Hawk – Nokia

Prata – Monsters – Intel

Prata – One for All – Reckitt Benckiser

Bronze – Japan-Brazil Roaming – TIM

Bronze – Virtual – Tennis

Ouro – Oops – Reckitt Benckiser

New York Festival

Prata – Unwire – Intel

Prêmio Amauta

Ouro –Retrovisor – Citroën

Prata – Newt Generation – Intel

London International Awards

Ouro – Monsters – Intel

Colunistas Brasil

Ouro – Unwire – Intel

Ouro – Rodasol Disfarce – Reckitt Benckiser

Ouro – Elevador – Bom Ar/Reckitt Benckiser

Bronze – N-Gage – Nokia/N-Gage

Prata – Monstros – Intel

Wave Festival

Bronze – Feliz Natal Sinc – Sinc

Prata – Feliz Natal Sinc – Sinc

Prata – Invisível – Veja Vidrex/Reckitt Benckiser

Ouro – Vitrola – Poliflor

Prêmio About

Bronze – Next Generation – Intel

Bronze – Monstros – Intel

Prata – TIM Festival – TIM

Bronze – TIM SPFW – TIM

Prata – Roaming Brazil-Japan – TIM

Ouro – Snakes 3D – Nokia

Bronze – Virtua Tennis – Nokia

Ouro – Um por Todos –Reckitt Benckiser

Prata – Rodasol Dasfarce – Reckitt Benckiser

Bronze – Poliflor – Reckitt Benckiser

Prata – Curupira o Filme – Trattoria

Bronze – Tecnisa II – Tecnisa

Bronze – Meu 1º Computador – Microsoft

Abanet/MSN Brasil

Ouro – Tim Festival - TIM

Bronze – Mais Construtora por m² - Tecnisa

Prata – Portal Agrega – Agrega

Bronze – Minha Vida Digital – Intel

Ouro – TIM Festival – TIM

Prata – Dado Spitze – FEMSA

Prata – Site Sol – FEMSA

Bronze – Sol no Climatempo – FEMSA

CCSP

Ouro - Unwire – Intel

Ouro - Monstros – Intel